# Robert Lynch
Robert Nugent Lynch (ur. 27 maja 1941 w Charleston, Wirginia Zachodnia) – amerykański duchowny katolicki, emerytowany biskup diecezji St. Petersburg na Florydzie.
Uzyskał licencjat na Pontifical College Josephinum w Worthington, Ohio, a także magisterium w Seminarium im. Jana XXIII w Weston, Massachusetts. 13 maja 1978 otrzymał święcenia kapłańskie. Służył jako wikariusz w parafii św. Jakuba w Miami, a następnie jako rektor St. John Vianney College Seminary. Był też w latach późniejszych proboszczem parafii św. Marka w Fort Lauderdale.
5 grudnia 1995 otrzymał nominację na biskupa St. Petersburg. Sakry udzielił mu ówczesny metropolita Miami abp John Favalora. W Konferencji Biskupów Amerykańskich służył przez wiele lat jako sekretarz generalny. Za jego kadencji diecezja St. Petersburg wypłaciła ofiarom molestowania seksualnego przez duchownych 4,7 mln dolarów.
28 listopada 2016 papież Franciszek przyjął jego rezygnację z urzędu.